# Apostolisch vicariaat Calapan
Het apostolisch vicariaat Calapan (Latijn: Vicariatus Apostolicus Calapanensis) is een rooms-katholiek apostolisch vicariaat met als zetel Calapan, op de Filipijnen. Het omvat de provincie Oriental Mindoro. Het apostolisch vicariaat is vrijgesteld en valt als immediatum direct onder de Heilige Stoel, zonder te behoren tot een kerkprovincie. 

## Geschiedenis
Het apostolisch vicariaat werd opgericht op 2 juli 1936, als de apostolische prefectuur Mindoro, uit delen van de bisdommen Jaro o Santa Elisabetta en Lipa. Op 12 juli 1951 werd het verheven tot apostolisch vicariaat en veranderde van naam naar Calapan. Het verloor gebied bij de oprichting van het bisdom Romblon (1974) en het apostolisch vicariaat San Jose in Mindoro (1983). 

## Parochies
Het apostolisch vicariaat had in 2022 een oppervlakte van 4.238 km2 en telde 992.000 inwoners waarvan 92,7% rooms-katholiek was.

## Ordinarii

### Apostolisch prefecten
- Wilhelm Finnemann (4 december 1936 - 26 oktober 1942)
- Enrique (Henry) Ederle (21 juni 1946 - 12 juli 1951)

### Apostolisch vicarissen
- Wilhelm Josef Duschak (12 juli 1951 - 26 november 1973)
- Simeon Oliveros Valerio (26 november 1973 - 26 september 1988)
- Warlito Itucas Cajandig (17 april 1989 - 7 november 2022)
  - Nestor Julao Adalia (apostolisch administrator: 13 november 2018 - 6 september 2023)
- Moises Magpantay Cuevas (29 juni 2023 - heden)

## Galerij van afbeeldingen

Wapen van het apostolisch vicariaat